# Бременский университет
Бременский университет (нем. Universität Bremen, англ.  University of Bremen ) — самое крупное высшее учебное заведение земли Бремен, в нём обучается более 20 тысяч студентов, работает более 1500 учёных.

## История
Хотя истоками Бременского университета часто называют «Школу латинского языка» (нем. Bremer Lateinschule), открытую в XIV веке, в современном виде университет был открыт в 1971 году, сразу получив статус высшего учебного заведения.
Как и многие другие вузы Германии, открытые в 1970-х, Университет Бремена был изначально ориентирован на реформу высшего образования и совершенно новые принципы преподавания. За основу были взяты элементы, которые являются определяющими до сих пор: интердисциплинарность, обучение через самостоятельные исследования на проектной основе, ориентация на практическое применение знаний, а также ответственность будущих учёных перед обществом.
С тех пор к ним добавилась интернационализация науки, равенство полов и защита окружающей среды.
Интересно, что в истоки университета были заложены либертарианские принципы, во время строительства реакционно настроенная молодёжь даже называла его «Университет Маркса и Морица» (Мориц был тогда сенатором образования земли Бремен и отличался достаточно левыми взглядами). Долгое время за университетом ходила слава «кузницы красных кадров», а студенты устраивали еженедельные демонстрации в центре города. Хотя с тех пор политическая обстановка в мире существенно изменилась и холодная война закончилась, некоторые элементы в обучении остались с тех времён. К примеру, в университете широко практикуются групповые работы с одной оценкой на всю группу, а также большинство профессоров с большим стажем работы в этом университете требуют обращения студентов к себе на «ты» и по имени.

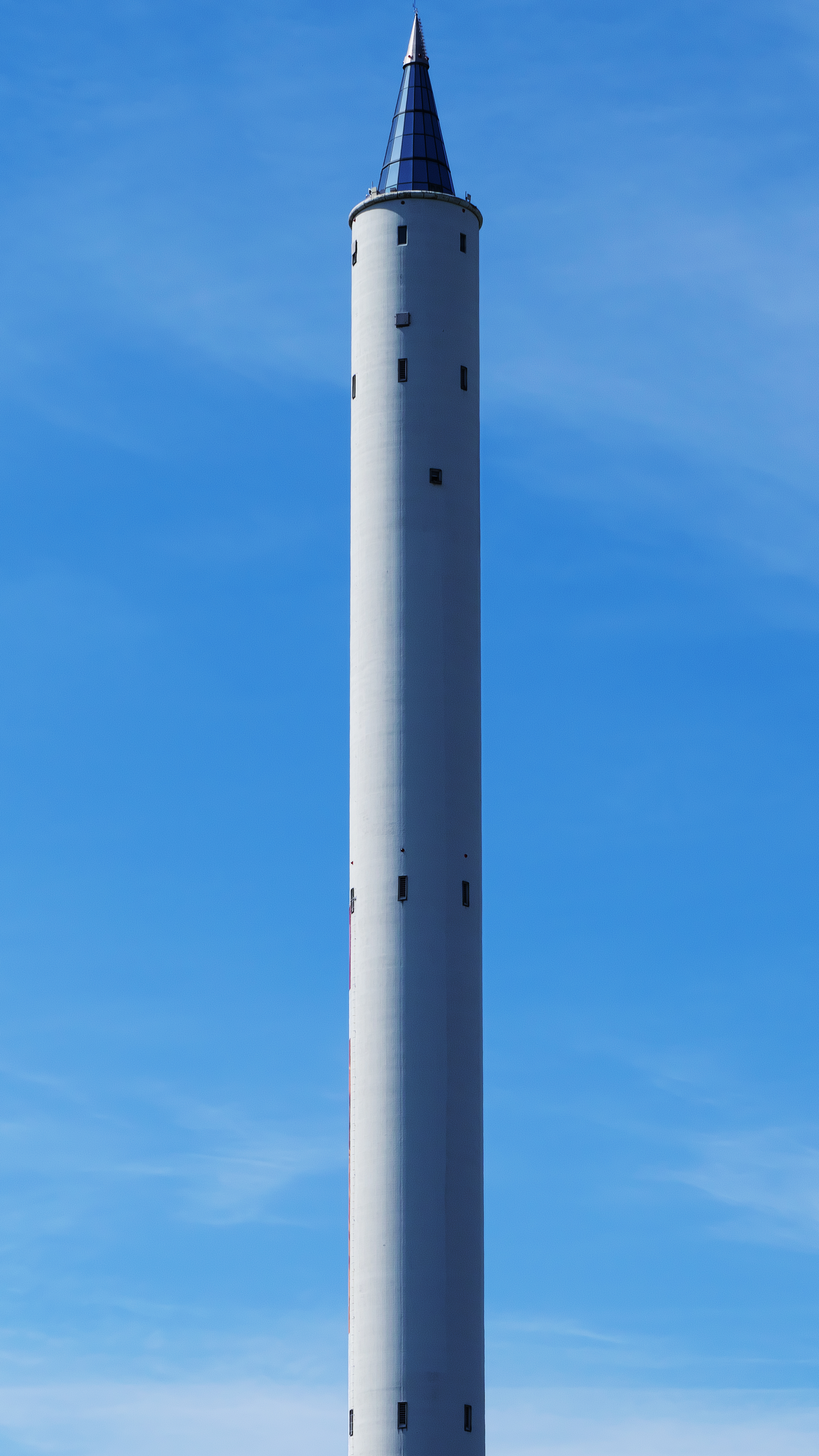
Башня для исследования состояния невесомости

В 1991 году решением Академического Совета в стенах Университета Бремена запрещены военные исследования и развитие любых видов вооружений. Решение действует до сих пор.
Сейчас университет полностью избавился от «коммунистического» имиджа, и является одним из ведущих вузов Германии, определяющим развитие всего региона.

## Организация
Университет состоит из 12-ти факультетов (Fachbereiche).
- Факультет 01: Физика/Электротехника
- Факультет 02: Биология/Химия
- Факультет 03: Математика/Информатика
- Факультет 04: Технологический
- Факультет 05: Геонаучный
- Факультет 06: Юриспруденция
- Факультет 07: Экономика
- Факультет 08: Обществоведение
- Факультет 09: Культуроведение
- Факультет 10: Лингвистика/Литература

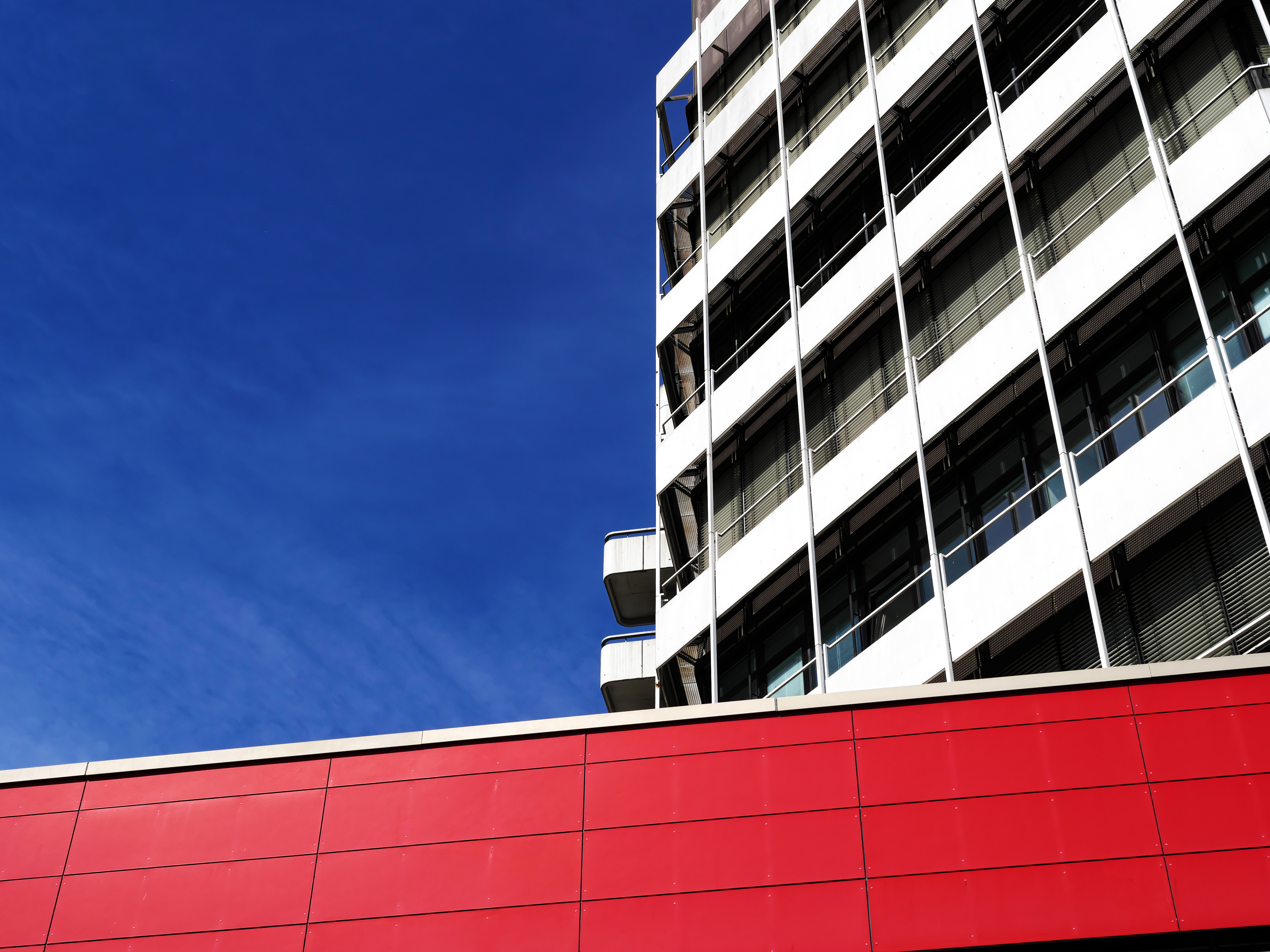
Вид на высотное здание (MZH) Бременского университета

- Факультет 11: Здравоохранение
- Факультет 12: Педагогический

## Литература

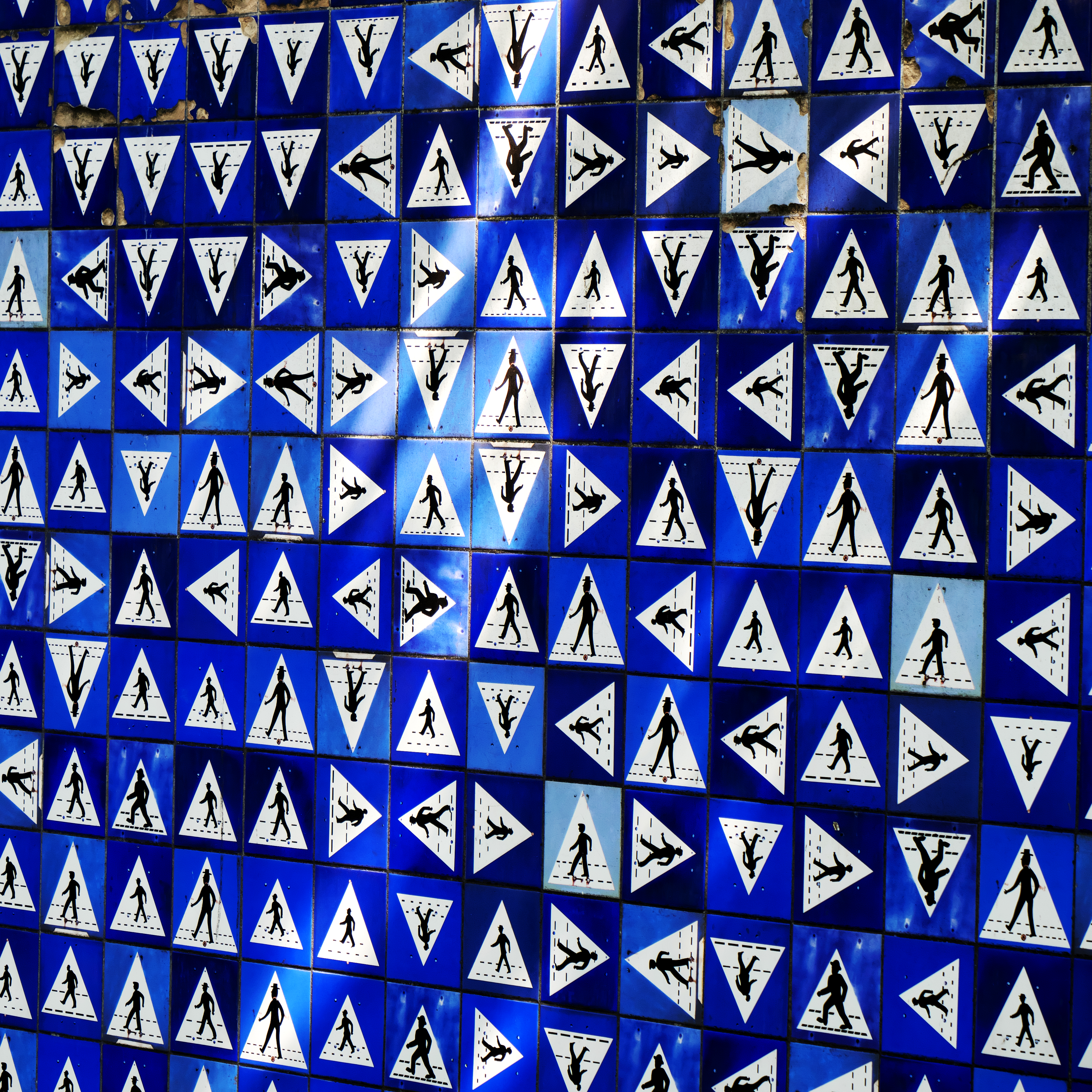
Мозаика на территории кампуса